# Luka w prawie
Luka w prawie – sytuacja, w której brak jest odpowiedniego przepisu (normy) prawa, bądź istniejący przepis (norma) nie jest taki, jak być powinien. 
Luki w prawie dzielą się na wiele rodzajów:
- luka extra legem – występuje gdy dla danego stanu faktycznego (kwestii prawnej)  brak jest normy prawnej (przepisu prawa)
- luka intra legem – występuje gdy dla danego stanu faktycznego (kwestii prawnej) obowiązuje norma prawna (przepis prawny), jest ona jednak nazbyt ogólna (niedookreślona)
- luka contra legem  – występuje gdy dla danego stanu faktycznego (kwestii prawnej) obowiązuje norma prawna (przepis prawny), ale nie jest ona taka jak być powinna
- luka techniczna – oznacza brak norm (przepisów) prawnych regulujących procedurę, w jakiej ma dojść do podjęcia jakiejś decyzji, wydania jakiegoś aktu prawnego albo dokonania jakiejś innej jeszcze czynności
- luka swoista (konstrukcyjna) – oznacza brak norm (przepisów) prawnych, których ustanowienie nakazują inne normy (przepisy prawne)
- luka kolizyjna (logiczna) – oznacza sprzeczności dwóch obowiązujących norm (przepisów) prawnych
- luka de lege ferenda (postulatywna) – oznacza lukę, extra, intra czy contra legem, czy też innego jeszcze rodzaju (techniczną, swoistą, kolizyjną), której mimo zachodzącej potrzeby jej wypełnienia, nie można usunąć w inny sposób aniżeli na drodze przyjęcia odpowiedniej ustawy (rozporządzenia, uchwały, itd.)
- luka zamierzona i niezamierzona – luki celowo przewidziane przez ustawodawcę lub będące wynikiem jego pomyłki (nieprzewidzenia możliwości wystąpienia danego typu sytuacji), będącej często skutkiem niestaranności (nieprzestrzeganie zasad oceny skutków regulacji)[2][3].

Luki contra legem oraz de lege ferenda zwane są aksjologicznymi (ocennymi), a często też pozornymi, w odróżnieniu od luk rzeczywistych, do których należą luki kolizyjne, swoiste i techniczne, a także niezamierzone. Status luk extra i intra legem jest natomiast pod tym względem sporny.
Do wypełniania luk w prawie służy zwłaszcza analogia, zarówno legis (z przepisu prawa normującego podobny stan faktyczny), jak i iuris (z ducha prawa), a także wnioskowanie a fortiori i a contrario, ewentualnie dodatkowo jeszcze wnioskowanie z ogólnych zasad, jakie obowiązują (stanowią podstawę) w danym systemie prawnym. 
Odpowiednikiem luki w prawie precedensowym jest case of first impression, a więc sprawa dla której nie ustanowiono jeszcze wiążącego precedensu.